# 닉 윌리스
니컬러스 이언 윌리스(Nicholas Ian Willis, 1983년 4월 25일 ~ )는 뉴질랜드의 중거리 육상 선수이다. 그는 뉴질랜드 북섬 로어헛 출신으로, 미국의 미시간 대학교를 나왔다. 2007년 9월 30일엔 시에라 바우처(Sierra Boucher)와 결혼했으며 현재 미시간주에 살고 있다.
윌리스는 2005년, 파리 골든리그 1500m에서 3분 32초 38을 기록, 존 워커가 32년간 보유하고 있던 뉴질랜드 최고 기록을 경신했으며, 다음 해인 2006년 열린 코먼웰스 게임 1500m에서 뉴질랜드 최초로 금메달을 획득했다. 2년 뒤인 2008년 열린 베이징 올림픽 1500m에서 3분 34초 16의 기록으로 동메달을 따냈으나, 금메달리스트 라쉬드 람지가 금지 약물 복용 때문에 실격당하면서 은메달리스트가 됐다.

## 성적

### 주요 대회 성적
| 날짜            | 종목  | 대회                  | 장소         | 순위 | 기록    | 기타 |
| --------------- | ----- | --------------------- | ------------ | ---- | ------- | ---- |
| 2006년 3월 25일 | 1500m | 2006년 코먼웰스 게임  | 멜버른       | 1위  | 3:38.49 |      |
| 2007년 8월 29일 | 1500m | 2007년 세계육상선수권 | 오사카       | 10위 | 3:36.13 |      |
| 2008년 8월 19일 | 1500m | 2008년 하계 올림픽    | 베이징       | 3위  | 3:34.16 |      |
| 2008년 9월 14일 | 1500m | 2008년 세계육상파이널 | 슈투트가르트 | 3위  | 3:38.22 |      |

### 실외 개인 최고 기록
| 종목  | 날짜       | 장소          | 기록    |
| ----- | ---------- | ------------- | ------- |
| 800m  | 2004/07/31 | 회스던졸더    | 1:45.54 |
| 1500m | 2006/07/08 | 파리 (생드니) | 3:32.17 |
| 1마일 | 2008/06/08 | 유진          | 3:50.66 |

### 실내 개인 최고 기록
| 종목  | 날짜       | 장소   | 기록    |
| ----- | ---------- | ------ | ------- |
| 1500m | 2009/02/07 | 보스턴 | 3:38.85 |
| 1마일 | 2009/02/07 | 보스턴 | 3:53.54 |